# Ashes Tour 1897/98
Die Ashes Tour 1897/98 war eine Tour der englischen Cricket-Nationalmannschaft als 13. Austragung der Ashes. Sie wurde zwischen dem 13. Dezember 1897 und 2. März 1898 durchgeführt. Die Ashes Series 1897/98 selbst wurde in Form von fünf Testspielen zwischen Australien und England ausgetragen. Austragungsorte waren jeweils australische Stadien. Die Tour beinhaltete neben der Testserie eine Reihe weiterer Spiele zwischen den beiden Mannschaften im Winter 1897/98. Australien gewann die Serie 4–1.

## Vorgeschichte
Für beide Mannschaften war es die erste Tour der Saison.
Das letzte Aufeinandertreffen der beiden Mannschaften bei einer Tour fand in der Saison 1896 in England statt.

## Stadien
Die folgenden Stadien wurden für die Tour als Austragungsort vorgesehen.
| Stadion                  | Stadt     | Kapazität | Spiele       |
| ------------------------ | --------- | --------- | ------------ |
| Adelaide Oval            | Adelaide  | 53.583    | 3. Test      |
| Melbourne Cricket Ground | Melbourne | 100.024   | 2. & 4. Test |
| Sydney Cricket Ground    | Sydney    | 48.000    | 1. & 5. Test |

## Kaderlisten
Die Mannschaften benannten die folgenden Kader.
| Test | Test |
| Australien | England |
| --- | --- |
| - Harry Trott (K) - Joe Darling - Syd Gregory - Clem Hill - Bill Howell - Frank Iredale - Ernie Jones - James Kelly (wk) - John Lyons - Tom McKibbin - Charlie McLeod - Monty Noble - Hugh Trumble - Jack Worrall | - Andrew Stoddart (K) - Archie MacLaren (VK) - Johnny Briggs - Frank Druce - Tom Hayward - Jack Hearne - George Hirst - Jack Mason - KS Ranjitsinhji - Tom Richardson - Bill Storer (wk) - Ted Wainwright |

## Tests

### Erster Test in Sydney
| 13. – 17. Dezember Scorecard | Sydney | England 551 (175) & 96-1 (28) | – | Australien 237 (100.1) & 408 (28) |
|                              |        | England gewinnt mit 9 Wickets |   |                                   |

England gewann den Münzwurf und entschied sich als Schlagmannschaft zu beginnen. Für sie bildete der Eröffnungs-Batter Archie MacLaren zusammen mit dem dritten Schlagmann Tom Hayward eine Partnerschaft. Hayward schied nach einem Fifty über 72 Runs aus und wurde gefolgt durch Bill Storer. MacLaren schied dann nach einem Century über 109 Runs aus, und nachdem Frank Druce 20 Runs erreichte, verlor auch Storer sein Wicket nach 43 Runs. Nachdem sich George Hirst und KS Ranjitsinhji etablierten endete der Tag beim Stand von 337/5. Am zweiten Tag schied Hirst nach einem Fifty über 62 Runs aus und an der Seite von Ranjitsinhji erreichte Ted Wainwright 10 und Jack Hearne 17 Runs. Ranjitsinhji verlor dann das letzte Wicket nach einem Century über 175 Runs, als sein Partner Tom Richardson bei 24* Runs stand. Beste australische Bowler waren Charlie McLeod mit 3 Wickets für 80 Runs und Ernie Jones mit 3 Wickets für 130 Runs. Für Australien bildeten Frank Iredale und Clem Hill eine Partnerschaft. Iredale erreichte dabei 25 und Hill 19 Runs. Daraufhin formte sich eine Partnerschaft zwischen Syd Gregory und Harry Trott. Trott erreichte 10 Runs, woraufhin der Tag beim Stand von 86/5 endete. Am dritten Tag kam Hugh Trumble ins Spiel und Gregory schied nach 46 Runs aus. Ihm folgte Charlie McLeod und nachdem Trumble nach einem Fifty über 70 Runs ausschied beendete McLeod das Innings ungeschlagen mit einem Half-Century über 50 Runs. Bester englischer Bowler war Jack Hearne mit 4 Wickets für 99 Runs. England hatte einen Vorsprung von 314 Runs und forderte somit das Follow-on ein. Für Australien formten dann im zweiten Innings die Eröffnungs-Batter Joe Darling und Frank Iredale eine Partnerschaft. Iredale schied nach 18 Runs aus und an der Seite von Darling kam Charlie McLeod ins Spiel und der Tag endete beim Stand von 126/1. Am vierten Spieltag schied McLeod nach 26 Runs aus. Nachdem Clem Hill ins Spiel kam verlor Darling nach einem Century über 101 Runs sein Wicket. An der Seite von Hill erreichte Syd Gregory 31 und John Lyons 25 Runs, bevor auch Hill nach einem Fifty über 96 Runs ausschied. Hinein kamen Harry Trott und James Kelly. Trott erreichte 27 Runs und Kelly beendete das Innings ungeschlagen mit 48* runs, womit er die Vorgabe für England auf 95 Runs erhöhte. Bester englischer Bowler war Jack Hearne mit 4 Wickets für 99 Runs. Für England bildeten die Eröffnungs-Batter Archie MacLaren und Jack Mason eine Partnerschaft und beendeten den Tag beim Stand von 30/0. Am fünften Tag schied Mason nach 32 Runs aus und MacLaren konnte dann nach einem Fifty über 50* Runs die Vorgabe einholen. Das Wicket erzielte Tom McKibbin.

### Zweiter Test in Melbourne
| 1. – 5. Januar Scorecard | Melbourne | Australien 520 (185)                             | – | England 315 (119.5) & 150 (65.4) (f/o) |
|                          |           | Australien gewinnt mit einem Innings und 55 Runs |   |                                        |

Australien gewann den Münzwurf und entschied sich als Schlagmannschaft zu beginnen. Für sie begannen Joe Darling und Charlie McLeod am Schlag. Darling schied nach 36 Runs aus und der ihm folgende Clem Hill erzielte ein Fifty über 58 Runs. Für ihn kam Syd Gregory ins Spiel und nachdem McLeod nach einem Century über 112 Runs sein Wicket verlor, beendete Gregory zusammen mit Frank Iredale den Tag beim Stand von 283/3. Nach einem Ruhetag schied Gregory nach einem Fifty über 71 Runs aus und wurde durch Harry Trott ersetzt. Iredale verlor sein Wicket nach einem Half-Century über 89 Runs und die für ihn hineinkommende Monty Noble erzielte 17 und Hugh Trumble 14 Runs. Nachdem James Kelly ins Spiel kam, schied auch Trott nach einem Half-Century über 79 Runs aus, woraufhin kurz darauf auch Kelly nach 19 Runs sein Wicket verlor. Das Innings endete dann nach 520 Runs. Bester englischer Bowler war Johnny Briggs mit 3 Wickets für 96 Runs. Für England bildeten dann Archie MacLaren und Ted Wainwright eine partnerschaft und der Tag endete beim Stand von 22/1. Am dritten Tag schied Wainwright nach 21 Runs aus und MacLaren nach 35 Runs. Daraufhin kam KS Ranjitsinhji ins Spiel und nachdem Tom Hayward 23 Runs erzielte, folgte an dessen Seite Bill Storer. Ranjitsinhji erzielte dann ein Fifty über 71 Runs und Storer fand mit Frank Druce einen weiteren Partner. Nachdem Storer nach einem Half-Century über 51 Runs ausschied, kam Johnny Briggs für England ins Spiel. Daraufhin endete der Tag beim Stand von 311/8. Am vierten Spieltag schied Druce nach 44 Runs aus und Briggs erreichte bis zum Ende des Innings 46* Runs. Bester australischer Bowler war Hugh Trumble mit 4 Wickets für 54 Runs. Da England einen Rückstand nach dem ersten Innings von 205 Runs hatte, forderte Australien das Follow-on ein. In ihrem zweiten Innings bildeten Archie MacLaren und KS Ranjitsinhji eine erste Partnerschaft. MacLaren erreichte dabei 38 Runs und Ranjitsinhji 27 Runs. Hinein kam Tom Hayward, an dessen Seite Frank Druce 15 Runs erzielte. Nachdem Hayward nach 33 Runs ausschied erreichte Ted Wainwright 11 und Jack Hearne 12 Runs, was jedoch nicht mehr ausreichte die Innings-Niederlage zu vermeiden. Beste australische Bowler waren Monty Noble mit 6 Wickets für 49 Runs und Hugh Trumble mit 4 Wickets für 53 Runs.

### Dritter Test in Adelaide
| 14. – 19. Januar Scorecard | Adelaide | Australien 573 (214.2)                           | – | England 278 (126.5) & 282 (144) (f/o) |
|                            |          | Australien gewinnt mit einem Innings und 13 Runs |   |                                       |

Australien gewann den Münzwurf und entschied sich als Schlagmannschaft zu beginnen. Für sie begannen Charlie McLeod und Joe Darling. McLeod erreichte 31 Runs und an der Seite von Darling erzielte Clem Hill ein Fifty über 81 Runs. Nachdem Syd Gregory ins Spiel kam endete der Tag beim Stand von 309/2. Am zweiten Tag schied Darling nach einem Century über 178 Runs aus und wurde gefolgt durch Frank Iredale. Gregory gelang dann ein Fifty über 52 Runs und nachdem Monty Noble nach 39 Runs ausschied, wurde dieser durch Hugh Trumble ersetzt. Iredale verlor dann sein Wicket nach einem Half-Century über 84 Runs. An der Seite von Trumble erreichte James Kelly dann 22 Runs, bevor der Tag beim Stand von 552/9 endete. Nach einem Ruhetag verlor am dritten Spieltag der hineinkommende Bill Howell nach 16 Runs das letzte Wicket des australischen teams. Trumble hatte bis dahin ungeschlagene 37* Runs erreicht. Bester englischer Bowler war Tom Richardson mit 4 Wickets für 164 Runs. Für England begannen dann Archie MacLaren und Jack Mason. Mason erreichte 11 und MacLaren 14 Runs. Daraufhin etablierte sich Tom Hayward und an seiner Seite erzielte Frank Druce 24 Runs. Diesem folgte George Hirst und Hayword verlor sein Wicket nach einem Fifty über 70 Runs. Nachdem Andrew Stoddart ins Spiel kam endete der Tag beim Stand von 197/6. Am vierten Spieltag verlor Stoddart sein Wicket nach 15 Runs und der hineinkommende Johnny Briggs erreichte 14 Runs. Nachdem Tom Richardson ins Spiel kam verlor Hirst nach einem Half-Century über 85 Runs das letzte Wicket des innings. Richardson hatte bis dahin 25* Runs erzielt. Beste australische Bowler waren Bill Howell mit 4 Wickets für 70 Runs und Monty Noble mit 3 Wickets für 78 Runs. Da England einen Rückstand von 295 Runs hatte, forderte Australien das Follow-on ein. In ihrem zweiten Innings für England formte Eröffnungs-Batter Archie MacLaren mit dem dritten Schlagmann KS Ranjitsinhji eine Partnerschaft. Ranjitsinhji schied nach einem Fifty über 77 Runs aus und als Frank Druce ins Spiel kam endete der Tag beim Stand von 161/4. Am fünften Tag schied Druce nach 27 Runs aus und nachdem Andrew Stoddart aufs Feld kam verlor MacLaren sein Wicket nach einem Century über 124 Runs. Stoddart konnte dann noch 24 Runs erreichen, was jedoch nicht genug war um die Innings-Niederlage zu verhindern. Beste australische Bowler waren Charlie MacLoed mit 5 Wickets für 65 Runs und Monty Noble mit 5 Wickets für 84 Runs.

### Vierter Test in Melbourne
| 29. Januar – 2. Februar Scorecard | Melbourne | Australien 323 (101.4) & 115-2 (39.4) | – | England 174 (61.1) & 263 (39.4) |
|                                   |           | Australien gewinnt mit 8 Wickets      |   |                                 |

Australien gewann den Münzwurf und entschied sich als Schlagmannschaft zu beginnen. Für sie bildeten Eröffnungs-Batter Joe Darling und der dritte Schlagmann Clem Hill eine erste Partnerschaft. Darling schied nach 12 Runs aus und an der Seite von Hill konnte Hugh Trumble 46 Runs erreichen. Daraufhin kam James Kelly ins Spiel und der tag endete beim Stand von 275/7. Nach einem Ruhetag verlor Kelly sein Wicket nach 32 Runs und wurde durch Ernie Jones ersetzt. Nachdem Hill nach einem Century über 188 Runs ausschied, verlor Jones das letzte Wicket des innings nach 20 Runs. Bester englischer Bowler war Jack Hearne mit 6 Wickets für 98 Runs. Nachdem die englischen Eröffnungs-Batter früh ausschieden bildeten KS Ranjitsinhji und Tom Hayward eine Partnerschaft. Ranjitsinhji verlor sein Wicket nach 24 Runs und kurz darauf schied Hayward nach 22 Runs aus. Daraufhin formten Frank Druce und Jack Mason eine Partnerschaft. Druce schied nach 24 Runs aus und der ihm folgende Andrew Stoddart erreichte 17 Runs. Ihm folgte Johnny Briggs und Mason verlor sein wicket nach 30 Runs. Briggs fand mit Tom Richardson einen weiteren Partner, der nach 20 Runs das letzte wicket des Innings verlor. Briggs hatte bis dahin 21* Runs erzielt. Bester australischer Bowler war Ernie Jones mit 4 Wickets für 56 Runs. Da England einen Rückstand von 149 Runs hatte forderte Australien das Follow-on ein. Für England begann Johnny Briggs und der tag endete beim Stand von 7/1. Am dritten Spieltag fand Briggs mit Archie MacLaren einen Partner. Briggs schied nach 23 Runs aus und wurde gefolgt durch KS Ranjitsinhji. Nachdem MacLaren nach 45 Runs ausschied, kam Tom Hayward ins Spiel. Ranjitsinhji erreichte ein Fifty über 55 Runs und Hayward 25 Runs. Ihnen folgten Andrew Stoddart und Fred Druce. Druce schied nach 16 Runs aus und wurde ersetzt durch Jack Mason. Nachdem Stoddart sein Wicket nach 25 Runs verlor, kam Bill Storer ins Spiel und der Tag endete beim Stand von 254/7. Am vierten Spieltag erzielten Mason und Storer jeweils 26 Runs und setzten so die Vorgabe für Australien auf 115 Runs. Vier australischer Bowler erzielten jeweils 2 Wickets: Charlie McLeod (für 11 Runs), Hugh Trumble (für 40 Runs), Bill Howell für 58 Runs und Ernie Jones (für 70 Runs). Für Australien begannen Charlie McLeod und Joe Darling. Darling schied nach 29 Runs aus und McLeod holte dann zusammen mit Syd Gregory die Vorgabe ein. McLeod erreichte dabei ein Fifty über 64* Runs, Gregory 21* Runs. Bester englischer Bowler war Tom Hayward mit 2 Wickets für 24 Runs.

### Fünfter Test in Sydney
| 26. Februar – 2. März Scorecard | Sydney | England 335 (129.2) & 178 (78.1) | – | Australien 239 (100.1) & 276-4 (62.4) |
|                                 |        | Australien gewinnt mit 6 Wickets |   |                                       |

England gewann den Münzwurf und entschied sich als Schlagmannschaft zu beginnen. Für sie begannen Archie MacLaren und Ted Wainwright. MacLaren schied nach einem Fifty über 65 Runs aus und kurz darauf Wainright nach 49 Runs. Daraufhin formten Tom Hayward und Bill Storer eine partnerschaft. Hayward erreichte 47 Runs und wurde gefolgt durch Frank Druce. Storer erzielte 44 Runs und nachdem George Hirst ins Spiel kam endete der Tag beim Stand von 301/5. Nach einem Ruhetag schied Hirst nach 44 Runs aus. Druce gelang in der Folge dann ein Fifty über 64 Runs, bevor das letzte Wicket des Innings fiel. Bester australischer Bowler war Ernie Jones mit 6 Wickets für 82 Runs. Australien begann mit Charlie McLeod und Joe Darling. Darling schied nach 14 Runs aus und an der Seite von McLeod erreichte Jack Worrall 26 und Syd Gregory 21 Runs. Nachdem Monty Noble ins Spiel kam, schied McLeod nach einem Fifty über 64 Runs aus. Nachdem Harry Trott ins Spiel kam endete der Tag beim Stand von 184/5. Am dritten Spieltag verlor Trott sein Wicket nach 18 und kurz darauf Noble nach 31 Runs. Daraufhin kamen Hugh Trumble und James Kelly ins Spiel. Trumble schied nach 12 Runs aus und wurde durch Bill Howell ersetzt, der 10 Runs erzielte. Bis zum Ende des Innings erzielte Kelly dann 27* Runs und verringerte so den Rückstand auf 106 Runs. Bester englischer Bowler war Tom Richardson mit 8 Wickets für 94 Runs. In ihrem zweiten Innings schieden für England die Eröffnungs-Batter früh aus. Daraufhin formten KS Ranjitsinhji und Tom Hayward eine Partnerschaft. Ranjitsinhji schied nach 12 Runs aus und der hineinkommende Bill Storer erzielte 31 Runs, bevor auch Hayward nach 43 Runs sein Wicket verlor. Der hineinkommende Frank Druce erreichte 18 Runs, woraufhin Jack Mason und Johnny Briggs eine weitere Partnerschaft. Mason erreichte 11 Runs und nachdem Briggs nach 29 Runs ausschied, endete der Tag beim Stand von 172/9. Am vierten Spieltag fiel dann früh das letzte Wicket und setzte Australien eine Vorgabe von 275 Runs. Beste australische Bowler waren Hugh Trumble mit 4 wickets für 37 Runs und ernie Jones mit 3 Wickets für 61 Runs. Für Australien konnte sich Eröffnungs-Batter Joe Darling etablieren. An seiner Seite erreichte Jack Worrall ein Fifty über 62 Runs, bevor Syd Gregory ins Spiel kam. Darling schied dann nach einem Century über 160 Runs aus, woraufhin Gregory zusammen mit Monty Noble die Vorgabe einholte. Gregory erreichte 22 Runs und Noble 15 Runs. Bester englischer Bowler war Tom Richardson mit 2 Wickets für 100 Runs.

## Statistiken
Die folgenden Cricketstatistiken wurden bei dieser Tour erzielt.
| Tests           | Tests      | Tests   | Tests   | Tests   | Tests   | Tests   | Tests   | Tests   |
| Batting         | Batting    | Batting | Batting | Batting | Batting | Batting | Batting | Batting |
| Spieler         | Mannschaft | Spiele  | Innings | Runs    | Average | HS      | 100s    | 50s     |
| --------------- | ---------- | ------- | ------- | ------- | ------- | ------- | ------- | ------- |
| Joe Darling     | Australien | 5       | 8       | 537     | 67,12   | 178     | 3       | 0       |
| Archie MacLaren | England    | 5       | 10      | 488     | 54,22   | 124     | 2       | 2       |
| KS Ranjitsinhji | England    | 5       | 10      | 457     | 50,77   | 175     | 1       | 3       |
| Clem Hill       | Australien | 5       | 8       | 452     | 56,50   | 188     | 1       | 3       |
| Charlie McLeod  | Australien | 5       | 8       | 352     | 58,66   | 112     | 1       | 3       |
| Bowling         |            |         |         |         |         |         |         |         |
| Spieler         | Mannschaft | Spiele  | Overs   | Wickets | Average | BBI     | 5W      | 10W     |
| Ernie Jones     | Australien | 5       | 198.2   | 22      | 25,13   | 6/82    | 1       | 0       |
| Tom Richardson  | England    | 5       | 255.5   | 22      | 35,27   | 8/94    | 1       | 1       |
| John Hearne     | England    | 5       | 217.0   | 20      | 26,90   | 6/98    | 2       | 0       |
| Monty Noble     | Australien | 4       | 150.3   | 19      | 20,26   | 6/49    | 2       | 0       |
| Huch Trumble    | Australien | 5       | 232.3   | 19      | 28,15   | 4/37    | 0       | 0       |